# Hans Eggert Schröder

Hans Eggert Schröder im Juni 1964

Hans Eggert Schröder (* 13. Dezember 1905 in Altona; † 27. Mai 1985 in Marbach am Neckar) war ein deutscher Autor, Privatgelehrter, Verlagsberater und Herausgeber sowie Leiter des Klages-Archivs im Schiller-Nationalmuseum in Marbach am Neckar.
Sein Hauptwerk war eine – unvollendete – Biographie des Philosophen, Psychologen und Begründers der Graphologie, Ludwig Klages. Ihm standen dabei viele unveröffentlichte Quellen zur Verfügung. Neben den Beständen des Klages-Archivs im Schiller-Nationalmuseum in Marbach griff er auch auf in Privatbesitz befindliche Dokumente wie Tagebücher, Gesprächsniederschriften und mündliche Berichte aus dem Umkreis von Klages zurück. Schröders unvollendetes, tausend Schreibmaschinenseiten umfassendes Manuskript hat Franz Tenigl gekürzt veröffentlicht und die letzten 17 Lebensjahre Klages’ auf 40 Seiten ergänzt. Der Spiegel urteilte 1966 über Schröder, der erste Band seiner gerade erschienenen Klages-Biographie weise ihn „als unkritischen Verehrer seines Helden aus“, der antisemitische Passagen ausblende.
Die im Streit auseinandergegangene Jugendfreundschaft Klages’ mit dem jüdischen Philosophen Theodor Lessing behandelte Schröder in einem Kommentar zu Lessings Autobiographie, in dem er – die von Klages verbreitete Lesart weitertragend – eine geistige Abhängigkeit Lessings postulierte, obwohl es als sicher gilt, dass beide einander wechselseitig beeinflusst haben.

## Schriften
- Lesebuch zur Glaubensfrage. 1. Teil: Abwehr des Jahweglaubens. 2. Teil: Bekenntnis zur Göttlichkeit der Natur. Widukind, Berlin-Lichterfelde 1935.
- Mörike. Ein Meister des Lebens. Widukind, Berlin-Lichterfelde 1936.
- Nietzsche und das Christentum. Widukind, Berlin-Lichterfelde 1937.
- Der Rhythmus als Erzieher. Festschrift zum 60. Geburtstag von Rudolf Bode am  3. Februar 1941. Widukind, Berlin-Lichterfelde 1941.
- Hrsg. mit Hans Kern: Deutsche Lebensfrömmigkeit – Ein Bekenntnis zur Göttlichkeit der Natur. Widukind, Berlin 1944.
- Theodor Lessings autobiographische Schriften. Ein Kommentar. Bouvier, Bonn 1970.
- Ludwig Klages 1872–1956. Centennar-Ausstellung 1972 aus Anlass der hundertsten Wiederkehr des Geburtstages von Ludwig Klages. Ausstellung und Katalog, Bouvier, Bonn 1972.
- Schiller – Nietzsche – Klages. Abhandlungen und Essays zur Geistesgeschichte der Gegenwart. Bouvier, Bonn 1974.
- Medinger Strophen. Privatdruck, Marbach/Neckar 1980.
- Hrsg. im Auftrag eines Freundeskreises: Vom dienenden Geist. Beiträge zu Gegenwartsfragen der Psychologie und Schriftpsychologie. Festschrift zum 65. Geburtstag von Herbert Hönel am 31. Mai 1981. Braumüller, Wien 1981.
- Hrsg. unter Mitwirkung von Annelise Krantz-Gross: Das Bild, das in die Sinne fällt. Erinnerungen an Ludwig Klages. Bouvier, Bonn 1986.
- Ludwig Klages – Die Geschichte seines Lebens. Bearbeitet und hrsg. von Franz Tenigl. Zusammen 1.391 Seiten mit 28 Tafeln und zahlreichen Handschriften-Faksimiles. Bouvier, Bonn/Berlin 1992 und 1996.

1. Teil: Die Jugend.
2. Teil: Das Werk. Erster Halbband: 1905–1920; Zweiter Halbband: 1920–1956.